# Dominic Cummings
Dominic Mckenzie Cummings (* 25. November 1971 in Durham) ist ein britischer Politikberater. Er erlangte wegen seiner Rolle im Zuge des EU-Mitgliedschaftsreferendums im Vereinigten Königreich 2016 Bekanntheit.

## Herkunft
Cummings wuchs in seiner Geburtsstadt Durham in Nordostengland auf. Sein Vater war Bauleiter auf Ölplattformen und seine Mutter Sonderschullehrerin.

## Ausbildung
Er besuchte die private Durham School seines Heimatortes und das Exeter College der University of Oxford, an dem er Alte Geschichte und Zeitgeschichte studierte. Während seiner Oxford-Studienzeit wurde er geprägt von dem Professor für Moderne Geschichte Norman Stone, der seinerzeit auch außenpolitischer Berater der Regierung Thatcher war. Stone war es auch, der Cummings dazu inspirierte, nach dem Studium in den 1990er Jahren Erfahrungen in den postsowjetischen Staaten zu sammeln.

## Berufliche Laufbahn
Nach dem Studium hielt Cummings sich von 1994 bis 1997 für drei Jahre in Russland auf und versuchte unter anderem, die Samara Airlines im Verbund mit anderen Fluggesellschaften aufzubauen, um die Stadt Samara – Russlands sechstgrößte Stadt – mit Wien zu verbinden. Cummings spricht fließend Russisch.
Im Jahre 1999 wurde er zunächst Leiter der Recherche und 2002 Kampagnenleiter der von Nick Herbert gegründeten Initiative Business for Sterling, die gegen den Euro und für den Erhalt des Pfund Sterling agierte.

### Premierminister David Cameron
Im Kabinett Cameron I war Cummings Berater des Bildungsministers Michael Gove.

### Brexit
Im Zuge des EU-Mitgliedschaftsreferendum im Vereinigten Königreich 2016 leitete Cummings den Wahlkampf für die Kampagnenorganisation Vote Leave, die sich für den EU-Austritt des Vereinigten Königreichs („Brexit“) einsetzte. Cummings galt als Erfinder des griffigen Slogans Vote Leave Take Back Control („Stimmt für den Austritt, gewinnt wieder die Kontrolle zurück“), mit dem Vote Leave ins Rennen ging. Außerdem war er hauptverantwortlich für die sehr umstrittene Kampagne, bei der ein roter Bus mit der Aufschrift We send the EU £350 million a week – let’s fund our NHS instead („Wir senden jede Woche 350 Millionen Pfund an die EU – lasst uns stattdessen unser nationales Gesundheitssystem finanzieren“) medienwirksam durch das Land tourte. Die Aussage war in dieser Form nachweislich falsch, hatte aber nach Meinung von Beobachtern bedeutenden Einfluss auf das Ergebnis der Abstimmung.

### Berater von Premierminister Boris Johnson
Am 27. Juli 2019 wurde Boris Johnson neuer Premierminister. Dominic Cummings war nach einem Bericht des Guardian vom 24. Juli als Stratege und Berater in Johnsons Kabinett vorgesehen. Tatsächlich ernannte Johnson ihn zu seinem Sonderberater, der an den Sitzungen des Kernkabinetts teilnahm, das den Brexit umsetzen sollte. Cummings koordinierte auch die politischen Berater, die die Regierungspolitik gegenüber der Ministerialbürokratie durchsetzen sollen.
Der Umstand, dass Cummings nicht Mitglied der Konservativen Partei ist und trotzdem als Berater erheblichen Einfluss auf Regierungsentscheidungen hatte, wurde mehrfach kritisiert. Philip Hammond verteidigte am 3. September 2019 seine politischen Standpunkte gegen „Neuankömmlinge“ und „Eindringlinge“, die „versuchten, die Konservative Partei von einer Kirche mit vielen Glaubensrichtungen in eine enge Sekte umzuwandeln“ und „die sich nicht um die Zukunft der Konservativen Partei scherten“ (incomers [and] entryists, who are trying to turn it from a broad church to a narrow faction [and] who care nothing about the future of the Conservative Party), und bezog sich damit auf Cummings, ohne diesen namentlich direkt zu nennen.
Im November 2019 wurde bekannt, dass Cummings trotz seiner Sicherheitsüberprüfung von einigen Regierungsangelegenheiten ausgeschlossen wurde. Grund hierfür waren offene Fragen bezüglich seiner Kontakte in Russland.
Im Mai 2020 machte Cummings Schlagzeilen, nachdem bekannt geworden war, dass er mehrere lange Autofahrten von London nach County Durham mit seiner Frau unternommen hatte, die Symptome einer COVID-19-Erkrankung zeigte. Cummings bestritt, gegen die Regeln der Selbstisolierung und sozialen Distanzierung verstoßen zu haben, und lehnte Rücktrittsforderungen ab. 
Die Polizeibehörde von County Durham leitete am 25. Mai 2020 ein formelles Ermittlungsverfahren ein, um zu klären, ob Cummings sich gesetzeskonform verhielt. Laut britischen Medien wurde Cummings auch bei zwei Ausflügen in die Umgebung gesehen.
Am 13. November 2020 beendete Cummings seine Beratertätigkeit in der Downing Street 10. Die Umstände seines Abschiedes blieben für die Öffentlichkeit unklar. Kurz zuvor hatte auch Regierungssprecher (Director of Communications) Lee Cain, der als enger Verbündeter von Cummings galt, seinen Posten geräumt. Es gab Spekulationen über Meinungsverschiedenheiten und ein Zerwürfnis zwischen Cummings und dem Premierminister, was jedoch von keinem der beiden bestätigt wurde.

### Öffentliches Zerwürfnis mit Boris Johnson
Einige Monate nach Cummings’ Abschied ging dieser offen auf Konfrontationskurs mit der Regierung Johnson. Cummings charakterisierte in einer öffentlichen Anhörung am 26. Mai 2021 den Premierminister als „nicht zu seinem Amt befähigt“ (unfit for the job) und kritisierte vor allem die Strategie der Regierung in der COVID-19-Krise. Die Regierung habe „keinen Plan gehabt“, die Ratschläge von Wissenschaftlern ignoriert und zu spät einen Lockdown verordnet. Dies habe Zehntausende unnötige Todesopfer gefordert. Den Gesundheitsminister Matt Hancock beschuldigte er, „jedermann angelogen“ zu haben. Es gäbe „mindestens 20 Gründe, ihn zu entlassen“. Über Premierminister Johnson äußerte Cummings, dass dieser ihm gesagt habe, dass er gerne von „Chaos“ umgeben sei, da dann jedermann auf ihn sähe, um zu sehen, wer die Führung habe. In einem Interview am 19. Juli 2021 erhob Cummings weitere schwere Vorwürfe gegen den Premierminister. Dieser habe keinen vollständigen Lockdown verhängt, weil seiner Ansicht nach die an COVID-19 Versterbenden „im wesentlichen über 80 Jahre alt“ seien und man nicht um ihretwillen die ganze Wirtschaft ruinieren könne. Der Premierminister habe seine eigenen politischen Ambitionen über das Leben der Menschen gestellt.

## Privatleben
Cummings ist seit 2011 mit Mary Wakefield verheiratet, einer Redakteurin beim Spectator und Enkeltochter mütterlicherseits von Evelyn Baring, 1. Baron Howick of Glendale. Das Paar hat einen 2016 geborenen Sohn.

## Rezeption
Cummings wurde im britischen Fernsehdrama Brexit – Chronik eines Abschieds (Brexit: The Uncivil War, 2019) von Benedict Cumberbatch gespielt.